# Olof Åkerberg
Olof Åkerberg, född 1734, död 16 mars 1822 i Stockholm, var en svensk tapetfabrikör och dekorationsmålare.
Åkerberg var bisittare i Stockholms målarämbete. Bland hans arbeten märks målning och förgyllning av predikstolen i Skånela kyrka i Uppland 1789 och en altartavla till samma kyrka. Vid en renovering monterades altartavlan ner och försågs med en förgylld ram och hängdes upp på långhusets sydvägg.   